# Miklós Istvánffy
Miklós Istvánffy (baranyavári és kisasszonyfalvi báró Istvánffy Miklós), född 8 december 1538 i Kisasszonyfa, död 1 april 1615 i Vinica, var en ungersk historiker.
Istvánffy blev 1576 vicekansler i ungerska hovkansliet i Wien och därefter vicepalatin. Han författade det viktiga arbetet Historiarum de rebus hungaricis libri XXXIV (första gången utgivet 1622; utkom 1870 i ungersk översättning).